# Жаров, Анисим Васильевич
Ани́сим Васи́льевич Жа́ров (? — ?) — советский государственный деятель, народный комиссар земледелия РСФСР (1939—1941).

## Биография
В 1934—1937 гг. — директор племхоза «Боровково» Московской области.
В 1939—1941 гг. — народный комиссар земледелия РСФСР.
Был арестован, осуждён к ссылке в Больше-Муртинский район (Красноярский край).